# ديميتريوس كاتسيفيليس
ديميتريوس كاتسيفيليس (باليونانية: Δημήτρης Κατσίβελης)‏ مواليد 1 أكتوبر 1991 في سالونيك، هو لاعب كرة سلة يوناني. بدأ مسيرته الاحترافية في سنة 2010م. يلعب مع أستانة كلاعب هجوم خلفي. يحمل الرقم 21. يبلغ طوله 6 قدم 6 بوصة (2.0 م). لعب مع نادي أولمبياكوس لكرة السلة ونادي إيه إي كي لكرة السلة.

## الإنجازات
- الدوري الأوروبي لكرة السلة: (2012، 2013)
- الدوري اليوناني لكرة السلة: (2012، 2015)
- كأس القارات لكرة السلة: (2013)

## روابط خارجية
- ديميتريوس كاتسيفيليس على موقع الاتحاد الدولي لكرة السلة (الإنجليزية)
- ديميتريوس كاتسيفيليس على موقع الدوري الأوروبي لكرة السلة (الإنجليزية)
- ديميتريوس كاتسيفيليس على موقع كرة السلة الأوروبية.كوم (الإنجليزية)
- ديميتريوس كاتسيفيليس على موقع DraftExpress.com (الإنجليزية)
- ديميتريوس كاتسيفيليس على موقع ريلجم (الإنجليزية)
- ديميتريوس كاتسيفيليس على موقع بروبوليرز (الإنجليزية)
- ديميتريوس كاتسيفيليس على موقع سبورتس رفرنس (الإنجليزية)